# Hong Seok-cheon
Hong Seok-cheon (en hangul, 홍석천) (3 de febrero de 1971) es un empresario, actor, restaurador y político del Partido Laborista Democrático de Corea del Sur. En septiembre de 2000 salió del armario, causando una gran polémica en Corea, convirtiéndose en la personalidad gay más famosa del país.

## Vida
Hong nació en Cheongyang, en el condado de Cheongyang, en Chungcheong del Sur.
Ha trabajado en televisión en Corea del Sur, incluyendo programas infantiles y de variedades. Tras revelar su homosexualidad, la cadena de televisión le despidió de su trabajo como presentador de variedades en horario central. Ha trabajado en las películas de acción Ggotcheul deun namja (1997; en inglés Man Holding Flowers) y Hera Purple (2001), así como en la comedia romántica Tie a Yellow Ribbon (1998).
En 2004 fue seleccionado como «Asian Hero» («héroe asiático») por la revista Time.
En 2005 fue invitado al programa de entrevistas coreano Lee Honglyol, Park Ju-mi's Yoyumanman, donde apareció con sus padres para hablar sobre su vida desde su salida del armario. Tras el divorcio de su hermana, adoptó los hijos de esta y les cambió el apellido por el suyo. 
En 2012 fue invitado al programa de variedades Strong heart. Fue invitado al programa coreano de variedades Happy Together en 2013. También fue invitado al programa de variedad "Hello Counselor" en 2014.

## Filmografía

### Películas
| Año  | Título                                             | Rol                                        |
| ---- | -------------------------------------------------- | ------------------------------------------ |
| 1997 | Do the Right Thing                                 | Henchman                                   |
| 1997 | No. 3                                              | Adúltero                                   |
| 1997 | Man with Flowers                                   | Lee Joo Il                                 |
| 1998 | Rub Love                                           | Camarero                                   |
| 1998 | Tie a Yellow Ribbon                                | Dong Gyu                                   |
| 1999 | Ghost in Love                                      | Pasajero del metro                         |
| 2001 | Last Present                                       | Cheong Chun                                |
| 2001 | A Tearful Story                                    | (cameo)                                    |
| 2001 | Hera Purple                                        | Min Seok                                   |
| 2003 | Dying or Live                                      | Charlie Choi                               |
| 2005 | The Art of Seduction                               | DJ                                         |
| 2006 | Good Luck                                          | Skinhead Hong                              |
| 2006 | Puzzle                                             | Noh                                        |
| 2008 | The Accidental Gangster and the Mistaken Courtesan | Dueño de sastrería (cameo)                 |
| 2009 | Sky and Sea                                        | Estilista (cameo)                          |
| 2011 | Dream the Good Dream (short film)                  | Kalashnikov (mafia rusa)                   |
| 2012 | Runway Cop                                         | Director de televisión                     |
| 2014 | Fashion King                                       | MC Suk Chun (cameo)                        |
| 2015 | Love Forecast                                      | Dueño de restaurante My Thai China (cameo) |
| 2015 | Mongolian Princess                                 | Actor de cine (cameo)                      |
| 2015 | Love Clinic                                        | Psiquiatra (cameo)                         |

### Series de televisión
| Año     | Título                                  | Rol                                      | Canal        | Ref.  |
| ------- | --------------------------------------- | ---------------------------------------- | ------------ | ----- |
| 1995    | LA Arirang                              |                                          | SBS          |       |
| 1996    | Three Guys and Three Girls              | Hong Suk Chun                            | MBC          |       |
| 2000    | Paradise                                |                                          | KBS Joy      |       |
| 2001    | Why Can't We Stop Them                  |                                          | SBS          |       |
| 2003    | Perfect Love                            | Hong Seung Jo                            | SBS          |       |
| 2005    | Sad Love Story                          | Charlie                                  | MBC          |       |
| 2005    | 18 vs. 29                               |                                          | KBS 2TV      |       |
| 2005    | Fashion 70's                            |                                          | SBS          |       |
| 2006    | Hyena                                   |                                          | tvN          |       |
| 2007    | Kid Gang                                |                                          | OCN          |       |
| 2007    | Golden Bride                            |                                          | SBS          |       |
| 2008    | Life Special Investigation Team         |                                          | MBC          |       |
| 2008    | Aeja's Older Sister, Minja              | Heo Goo Hyung                            | SBS          |       |
| 2008    | The Secret of Coocoo Island             | Profesor de coreano Profesor de lenguaje | MBC          |       |
| 2009    | Can't Stop Now                          |                                          | MBC          |       |
| 2009    | The Accidental Couple                   | Director de cine (cameo)                 | KBS 2TV      |       |
| 2009    | Swallow the Sun                         | Jimmy                                    | SBS          |       |
| 2009    | Assorted Gems                           | Director Hong                            | MBC          |       |
| 2009    | Joseon Mystery Detective Jeong Yak Yong | Cheol Du                                 | OCN          |       |
| 2011    | Baby Faced Beauty                       |                                          | KBS 2TV      |       |
| 2011    | Hooray for Love                         | Julien (cameo)                           | MBC          |       |
| 2011    | Ojakgyo Family                          |                                          | KBS 2TV      |       |
| 2011    | Saving Mrs. Go Bong Shil                | Seok Cheon                               | TV Chosun    |       |
| 2012    | Dummy Mommy                             | Estilista (cameo)                        | SBS          |       |
| 2012    | Vampire Prosecutor - Season 2           | Gabriel Jang (Invitado, Ep. 6)           | OCN          |       |
| 2013    | Blue Tower                              |                                          | tvN          |       |
| 2013    | Sincerity Moves Heaven                  | (cameo)                                  | KBS 1TV      |       |
| 2013    | Reply 1994                              | Cadete (cameo, Ep. 2)                    | tvN          |       |
| 2014    | Triangle                                | Man Kang                                 | MBC          |       |
| 2014    | Everybody, Kimchi!                      | Dueño de tienda (cameo)                  | MBC          |       |
| 2014    | My Secret Hotel                         | Chef Andre Hong                          | tvN          |       |
| 2015    | Masked Prosecutor                       | Pi Sung Ho                               | KBS 2TV      |       |
| 2015    | Sense8                                  | Tony Hong                                | Netflix      |       |
| 2015    | The Time We Were Not in Love            | (cameo, EP. 1)                           | SBS          |       |
| 2015    | Yumi's Room                             |                                          | O'live TV    |       |
| 2018    | Player                                  | Instructor de conducción                 | OCN          |       |
| 2019    | Absolute Boyfriend                      | Geum Eun-dong                            | OCN          |       |
| 2020    | Itaewon Class                           | Él mismo (ep. 2, 4)                      | JTBC         |       |
| 2020    | SF8: Love Virtually                     |                                          | MBC          |       |
| 2020    | Missing: The Other Side                 | Mr. Hong (ep. 9)                         | OCN          |       |
| 2020    | A Man in a Veil                         | Productor de radio (ep. 1-2)             | KBS2         |       |
| 2021    | Dali and Cocky Prince                   |                                          | KBS2         | [ 4 ] |
| 2022    | Jinx's Lover                            | Presidente Hong                          | KBS2         | [ 5 ] |
| 2022-23 | Dar en el clavo                         | Director Sim                             | Coupang Play | [ 6 ] |

### Programas de televisión
| Año                          | Título                                      | Canal     | Notas                                                            |
| ---------------------------- | ------------------------------------------- | --------- | ---------------------------------------------------------------- |
| 1994                         | Live TV Information Center                  | KBS 1TV   | Reportero                                                        |
| 1999                         | Laughter Festival                           | MBC       |                                                                  |
| 1999                         | Music Champ                                 | MBC       |                                                                  |
| 1999                         | Sisa Touch! Comedy File                     | KBS 2TV   |                                                                  |
| 1999                         | Field Experience of Life                    | KBS 2TV   |                                                                  |
| 2000                         | Ppo Ppo Ppo (Kiss Kiss Kiss)                | MBC       |                                                                  |
| 2000                         | TV Star Festival                            | MBC       |                                                                  |
| 2001                         | Challenge, Ajumma Goes                      | MBC       | Presentador                                                      |
| 2008                         | Coming Out                                  | tvN       | Presentador                                                      |
| 2009                         | We Got Married                              | MBC       |                                                                  |
| 2009                         | Immutable Law of Loving Bad Boys - Season 7 | O'live TV |                                                                  |
| 2011-2012                    | Rebirth Variety: Havana                     | OBS       |                                                                  |
| 2012                         | Queen of Beauty - Season 2                  | KBS Drama |                                                                  |
| 2012                         | Talk Show Shocking                          | Channel A |                                                                  |
| 2012                         | XY Her                                      | KBS 2TV   |                                                                  |
| 2013                         | Golden Fishery                              | MBC       |                                                                  |
| 2013                         | Chef's Midnight Snacks                      | O'live TV | Presentador                                                      |
| 2013                         | Splash                                      | MBC       |                                                                  |
| 2013                         | Millionaire Game: My Turn                   | tvN       |                                                                  |
| 2013                         | I Live Alone                                | MBC       | Invitado                                                         |
| 2013                         | Witch Hunt                                  | JTBC      | Elenco principal                                                 |
| 2014                         | Shopper Man                                 | KBS W     | Presentador                                                      |
| 2014                         | Cook King Korea                             | SBS       | Presentador                                                      |
| 2014                         | Running Man                                 | SBS       | Invitado                                                         |
| 2014                         | Flying Fox in New York                      | JTBC      |                                                                  |
| 2015                         | Saturday Night Live Korea - Season 6        | tvN       | Elenco principal                                                 |
| 2015                         | King of Mask Singer                         | MBC       | Participó como "Hardware Store Boss Kim" (Ep. 7)                 |
| 2015                         | Please Take Care of My Refrigerator         | JTBC      | Elenco principal                                                 |
| 2015                         | A Meal's Dignity                            | KBS Joy   |                                                                  |
| 2016                         | Law of the Jungle in New Caledonia          | SBS       | Miembro - ep. 220 - 224                                          |
| 2016, 2017                   | Battle Trip                                 | KBS2      | participó con Bong Man-dae (ep. 5-6) y con Yoon Park (ep. 54-55) |
| 2017                         | Life Bar                                    | tvN       | (Ep. #23) - invitado                                             |
| 2017                         | I Can See Your Voice 4                      | Mnet      | Ep. #7, miembro del panel de detectives                          |
| 2011, 2014, 2015, 2016, 2018 | Hello Counselor                             | KBS       | Invitado, (Ep. 11, 171, 245, 274, 352)                           |
| 2022                         | Merry Queer                                 | wavve     | Presentador                                                      |

## Teatro
| Año       | Título                     | Rol              |
| --------- | -------------------------- | ---------------- |
| 1994      | Save the Last Dance for Me |                  |
| 1995      | A Midsummer Night's Dream  | Francis Flute    |
| 1999      | A Chorus Line              |                  |
| 2002      | Godspell                   |                  |
| 2006      | Footloose                  | Willard Hewitt   |
| 2010      | The Rocky Horror Show      | Narrador         |
| 2013-2014 | Nunsense A-Men             | Hermana Mary Leo |